# Protocole AAA
Pour les articles homonymes, voir AAA.
En sécurité informatique, AAA correspond à un protocole qui réalise trois fonctions : l'authentification, l'autorisation, et la traçabilité (en anglais : Authentication, Authorization, Accounting/Auditing).
AAA est un modèle de sécurité implémenté dans certains routeurs Cisco mais que l'on peut également utiliser sur toute machine qui peut servir de NAS (Network Access Server), ou certains switches Alcatel.
AAA est la base des protocoles de télécommunication Radius et Diameter qui sont notamment utilisés dans les réseaux mobiles UMTS et LTE pour authentifier et autoriser l'accès des terminaux mobiles au réseau.

## Liste de protocoles AAA
- RADIUS
- Diameter
- TACACS
- TACACS+

## Protocoles utilisés généralement avec les protocoles AAA
- EAP, pour l'identification
- Service d'annuaire LDAP
- PPP